# Epistemologia evolutiva
A epistemologia evolutiva refere-se a três tópicos distintos: (1) a evolução biológica dos mecanismos cognitivos em animais e humanos; (2) a teoria de que o próprio conhecimento evolui por seleção natural; e (3) o estudo da descoberta histórica de novas entidades abstratas. Como um ramo de investigação em epistemologia, a epistemologia evolutiva encontra-se na encruzilhada da filosofia e da biologia evolutiva.

## Cognição na evolução biológica
A epistemologia evolutiva pode se referir a um ramo da investigação em epistemologia que aplica os conceitos de evolução biológica à emergência da cognição animal e humana. Argumenta-se que a mente é em parte determinada geneticamente e que sua estrutura e função refletem a adaptação, um processo não teleológico de interação entre o organismo e seu ambiente. Uma característica cognitiva que tende a aumentar a aptidão inclusiva em uma determinada população deve, portanto, crescer mais comum ao longo do tempo, e uma característica que tende a impedir que seus portadores transmitam seus genes deve aparecer cada vez com menos frequência.

## Desenvolvimento do conhecimento
A epistemologia evolutiva também pode se referir a uma teoria que aplica os conceitos da evolução biológica ao desenvolvimento do conhecimento humano e argumenta que as próprias unidades de conhecimento, particularmente as teorias científicas, evoluem de acordo com a seleção. Nesse caso, uma teoria – como a teoria do germe da doença – torna-se mais ou menos crível de acordo com as mudanças no corpo de conhecimento que a cerca.
Uma das marcas da epistemologia evolutiva é a noção de que o teste empírico por si só não justifica o valor pragmático das teorias científicas, mas sim que os processos sociais e metodológicos selecionam as teorias com o "ajuste" mais próximo a um determinado problema. O simples fato de uma teoria ter sobrevivido aos testes empíricos mais rigorosos disponíveis não prediz, no cálculo da probabilidade, sua capacidade de sobreviver a testes futuros. Karl Popper usou a física newtoniana como um exemplo de um corpo de teorias tão completamente confirmado por testes a ponto de serem consideradas inatacáveis, mas que foram, no entanto, derrubadas pelas percepções de Einstein sobre a natureza do espaço-tempo. Assim, todas as teorias são verdadeiras apenas provisoriamente, independentemente do grau de teste empírico a que tenham sobrevivido.

## Descoberta de novas entidades abstratas
A epistemologia evolutiva também pode se referir ao oposto da epistemologia (onto)genética, ou seja, a epistemologia filogenética como a descoberta histórica e a reificação de abstrações que necessariamente precedem o aprendizado de tais abstrações pelos indivíduos. Popper deu seu primeiro tratamento abrangente em seu artigo de 1970 "Sketch of an Evolutionary Epistemology", depois que Donald T. Campbell cunhou a frase em uma carta a Popper em 1963. Campbell escreveu sobre epistemologia evolutiva em 1974; Piaget aludiu a ele em 1974 e descreveu o conceito como uma das cinco teorias possíveis em The Origins of Intelligence in Children (1936).